# 前494年
| 千纪： | 前1千纪 |
| 世纪： | 前6世纪 \| 前5世纪 \| 前4世纪 |
| 年代： | 前520年代 \| 前510年代 \| 前500年代 \| 前490年代 \| 前480年代 \| 前470年代 \| 前460年代 |
| 年份： | 前499年 \| 前498年 \| 前497年 \| 前496年 \| 前495年 \| 前494年 \| 前493年 \| 前492年 \| 前491年 \| 前490年 \| 前489年                                                                                             |
| 纪年： | 周敬王二十六年 魯哀公元年 齊景公五十四年 晉定公十八年 秦惠公七年 楚昭王二十二年 宋景公二十三年 卫灵公四十一年 陳湣公八年 蔡昭侯二十五年 曹伯阳八年 郑声公七年 燕简公十一年 吴王夫差二年 越王勾踐三年 杞僖公十二年 |

## 大事記
- 吳王夫差於夫椒（今江蘇蘇州西南太湖中）打敗越王勾踐。
- 魯國仲孫何忌出兵進攻邾國。
- 羅馬共和國同鄰近部落發生戰爭，而羅馬平民拒絕作戰，帶武器離開羅馬，史稱「平民運動」， 在這種情況下，貴族被迫承認了平民選舉保民官和召開平民大會的權力。
- 伊奥尼亚起义被波斯帝国镇压。
- 阿尔戈斯屠杀（英语：Battle_of_Sepeia）